# Gino Pivatelli
Gino Pivatelli (nascut el 27 de març de 1933) és un exfutbolista i entrenador de futbol italià que jugava com a davanter. Era un davanter centre àgil i tècnicament dotat, amb un potent xut amb la cama dreta, i tot i que va ser un golejador prolífic, també era un jugador molt versàtil, capaç de jugar en un paper creatiu com a segon davanter o migcampista ofensiu, en posicions més profundes al mig del camp, o com a defensa, a més de la seva posició habitual de davanter.

## Carrera de club
Al llarg de la seva carrera com a club, Pivatelli va jugar sobretot per l'AC Milan (1961–63); també va jugar per l'Hellas Verona FC (1950–53), el Bologna FC 1909 (1953–60) i el SSC Napoli (1960–61). Després de ser descartat del planter de l'Inter, Pivatelli va ser fitxat pel Verona el 1950, amb el qual va debutar a la Sèrie B als 17 anys, marcant el seu primer gol com a professional en la seva segona aparició amb el club, en una victòria per 4-1 contra el Vicenza. La temporada següent, va ascendir a titular i va marcar un total de 25 gols en 68 partits amb el seu equip durant les tres temporades següents, cosa que també va ajudar el club, que estava en dificultats, a evitar el descens. Després d'incorporar-se al Bolonya el 1953, va debutar a la Serie A amb el club el 13 de setembre de 1953, en una victòria per 2-1 a casa contra l'Atalanta. Amb l'equip emilià, va ser el màxim golejador de la Sèrie A durant la temporada 1955-56, amb 29 gols a la lliga en 30 partits, i va ser l'únic jugador italià a guanyar el títol de Capocannoniere durant la dècada de 1950. En total, va marcar 105 gols amb el Bolonya durant les seves set temporades amb el club. Després de jugar amb el Nàpols durant la temporada 1960-61, va fitxar pel Milan el 1961 i va formar part de l'equip que va guanyar el títol de la Sèrie A el 1962 i la Copa d'Europa el 1963 sota la direcció de Nereo Rocco, després de la qual cosa es va retirar del futbol professional. Va jugar com a titular la final de la Copa d'Europa de 1963, que el Milan va guanyar contra el SL Benfica per 2 a 1 a l'estadi de Wembley a Londres, i que representà la primera victòria italiana en la competició.

## Carrera internacional
Pivatelli va ser inclòs amb la selecció italiana per a la Copa del Món de la FIFA de 1954 a Suïssa, tot i que no va aparèixer durant el torneig. Va debutar amb la selecció absoluta d'Itàlia el 30 de març de 1955, als 22 anys, amb el número 10, i va marcar el gol de la victòria en un amistós que va guanyar per 2-1 fora de casa contra l'Alemanya Occidental, vigent campiona del món, a Stuttgart. Va marcar el seu segon gol internacional contra Portugal el 22 de desembre de 1957, en un partit de classificació per a la Copa del Món de la FIFA de 1958. En total, va ser 7 cops internacional i va marcar 2 gols amb la selecció nacional entre 1954 i 1958.

## Palmarès

### Club
Milà
- Sèrie A: 1961–62
- Copa d'Europa: 1962–63

### Individual
- Màxim golejador de la Sèrie A: 1955–56 (29 gols)[1][4]